# Hôtel Pera Palace
L'hôtel Pera Palace (en turc Pera Palas Oteli) est un hôtel historique 5 étoiles d'Istanbul, Turquie. Il est situé dans le district de Beyoğlu. L'hôtel fut construit en 1892 pour les voyageurs de l'Orient-Express. L'hôtel porte le nom de son district (Le quartier Beyoğlu se nommait  Pera en grec, et signifiait « en face ») et est considéré comme le plus vieil hôtel européen de Turquie.
Il figure comme l'hôtel Sacher de Vienne, le Ritz de Paris, le Mena House du Caire, le Negresco de Nice, l'American Colony Hotel de Jérusalem ou l'hôtel Astoria de Bruxelles parmi les endroits légendaires de l'hôtellerie de luxe.
L'hôtel a fermé en 2006 pour des grands travaux de rénovation puis a rouvert ses portes en 2009.

## Histoire

### Débuts

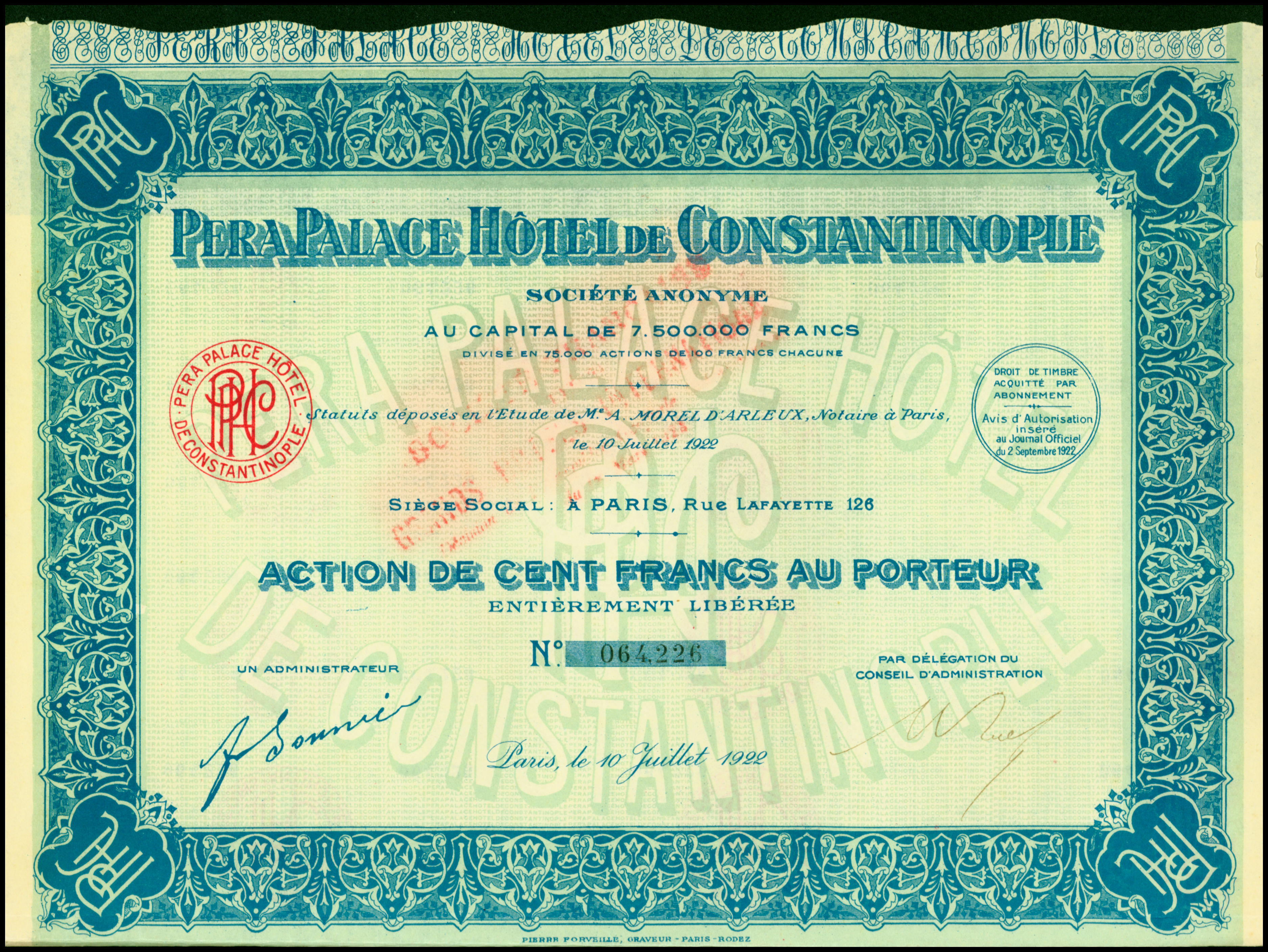
Action de la Pera Palace Hotel de Constantinople en date du 10 juillet 1922.

Les travaux du Pera Palace ont commencé en 1892 et a pris fin en 1895.  
L'architecte responsable Alexander Vallaury, franco-turc, auteur du siège de la Banque ottomane et le musée archéologique d'Istanbul, a donné la construction d'un mélange hybride de néo-classique, l'art nouveau et le style oriental, typique du XIXe siècle istanbuliota.
L'hôtel a été le premier bâtiment en Turquie à être alimenté à l'électricité, autre que les palais ottomans. C'était aussi la seule adresse de la ville à fournir de l'eau chaude courante à ses clients et abritait le premier ascenseur électrique d'Istanbul.
Le roman de 1934 de la détective Agatha Christie, Le Crime de l'Orient-Express, aurait été écrit à l'hôtel Pera Palace à Istanbul, en Turquie, le terminus sud du chemin de fer. L'hôtel conserve la chambre de Christie en mémoire de l'auteur.

## Hôtes célèbres

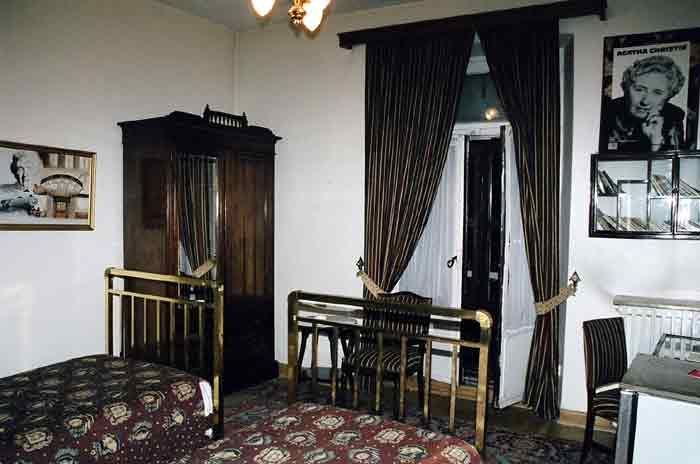
La chambre d'Agatha Christie, où, selon la légende, elle aurait écrit Le Crime de l'Orient-Express.

L'hôtel a accueilli de nombreuses célébrités telles que des rois, des reines, des présidents et des artistes. On peut citer Mustafa Kemal Atatürk, Agatha Christie, George V du Royaume-Uni, Guillaume II d'Allemagne, François-Joseph Ier d'Autriche ainsi que le tsar Nicolas II de Russie.
Mustafa Kemal Atatürk, le fondateur de la république turque est venu plusieurs fois à cet hôtel. La chambre 101 qu'il occupait lors de son passage au Pera Palace est devenue aujourd'hui un véritable petit musée qui lui est consacré.
La chambre 411 est dédiée à Agatha Christie, qui y aurait écrit Le Crime de l'Orient-Express.
D'autres invités célèbres tels que Otto Hahn, İsmet İnönü, Celal Bayar, Adnan Menderes, Fahri Korutürk, Zog Ier, Le Chah Reza Pahlavi[Lequel ?] d'Iran, Édouard VIII du Royaume-Uni, Ferdinand Ier de Bulgarie, Carol Ier de Roumanie, le président Josip Broz Tito de Yougoslavie et le président français Valéry Giscard d'Estaing  sont également venus à cet hôtel, tout comme Mata Hari, Greta Garbo, Sarah Bernhardt et Joséphine Baker.

## Caractéristiques

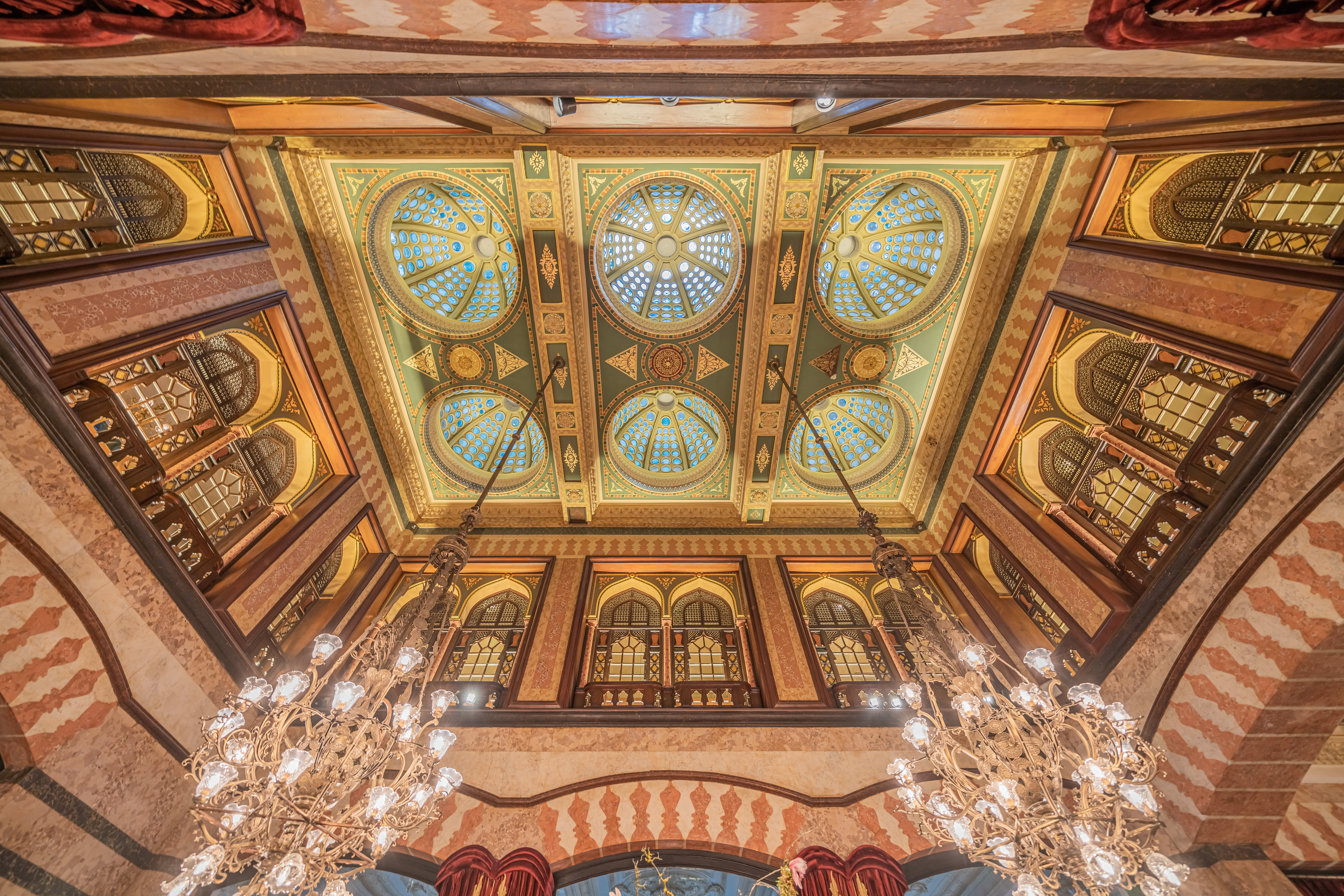
Intérieur.

- 115 chambres sur 6 étages dont 6 suites ;
- 273 lits au total ;
- 6 salles de réunions ;
- 5 Restaurants traditionnels.

## Dans la culture populaire
- 2022 : apparition dans la série Minuit au Pera Palace de Netflix, inspirée du livre de Charles King.